# 竹紙 (竹の内側の皮)
竹紙（ちくし）は、竹の内側から採れる薄皮。

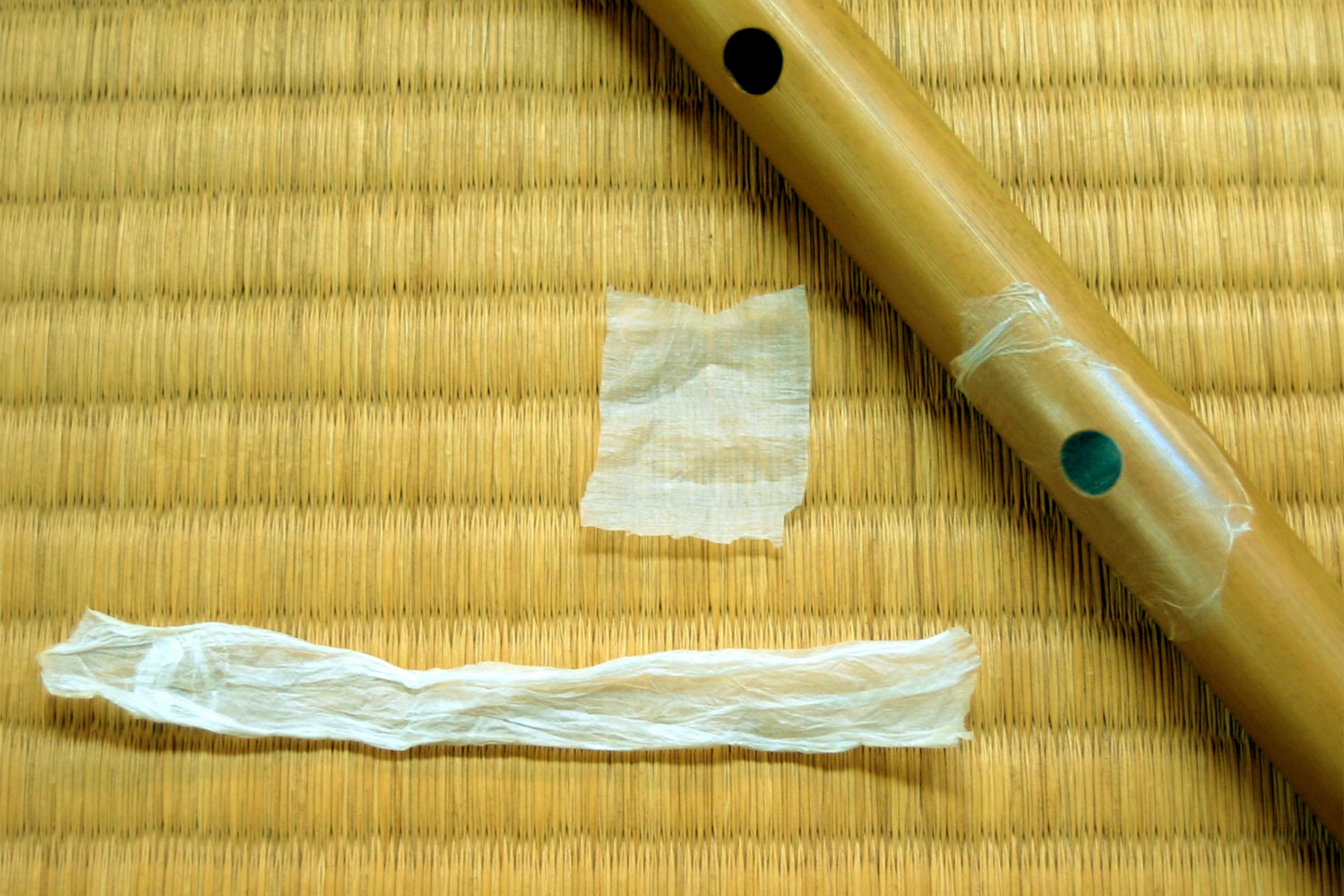
採って乾かした状態の筒状の竹紙、張るために開いた竹紙、笛の響穴に張った竹紙。（浜崎祇園山笠 東組の笛）

笛の一種明笛にはこの竹紙を張るための響穴があり、吹いた際に竹紙が振動することにより独特の音が出、より音が響く。竹紙の薄く、また空気を通さず、唾で容易に張り付くといった性質を利用したものであり、淡竹や黒竹のものが使用されている。特に有用な代用品は無く、手に入らない場合苦肉の策としてセロハンテープを張る者もいるが、十分な振動が得られないため音が悪く、笛の表面を傷めることもあるため、好ましくない行為である。こういった笛は、竹紙を採取しなければならないこと、うまく調整して張る技術が必要とされること、破れやすいこと、乾湿により響きが変わることなど、手間がかかるものであるため現在は広く使用されているものではないが、長崎の竹ん芸、日田祇園祭、唐津くんち、浜崎祇園山笠などの祭囃子で聴くことができる。張り加減の好みについては、地域や地区により異なる。
そのほか、漢方においては強壮剤としても使用されている。